# ライゼ・ライゼ 〜南船北馬〜
『ライゼ・ライゼ～南船北馬』（ドイツ語: Reise, Reise）は、ドイツのバンドであるラムシュタインの4枚目のスタジオ・アルバム。2005年エコー賞ロック・オルタナティブ・メタル部門受賞作品。

## 概要
結成から所属していたレーベルであるMotor Musicを抜け、ユニバーサルミュージックに移籍して初めてのアルバムである。
「Reise」という単語はドイツ語において「旅行」を意味する単語であるが、2つ重なることでドイツ海軍における総員起こしの意味となる（詳しくはThe Rouseを参照）。邦題の南船北馬は『淮南子 中』が起源とされた熟語であり、意味合いは東奔西走に近い。
「旅」と「日本航空123便墜落事故」をテーマとしている。ジャケットはブラックボックスをイメージしており、「FLUGREKORDER NICHT ÖFFNEN（訳:フライトレコーダー　開けるな）」と書かれているほか、ディスクは航空機用気象レーダーを模したデザインになっている。デジパックの写真には航空事故調査員に扮したメンバーが写されている。
日本盤の発売にあたって事故の遺族への配慮のためにジャケットデザインが変更されている。変更後のデザインは1960年3月13日に南極のマクマード基地で撮影されたアメリカの砕氷艦アトカ (砕氷艦)の写真にバンドロゴの「R+」マークを付けたもの。次作『ローゼンロート』のジャケットはこの日本盤を基に作られた。
2009年には次々作『最愛なる全ての物へ』の日本盤発売に合わせ、次作とともに再販される。その際にはアルバムジャケットのデザインも原盤に戻されている。
リヒャルトが自分とラムシュタインでの音楽性の乖離に悩み、メンバーとの不仲説が囁かれる中での発売となる。クリストフは「長く一緒にいたことで飽きてきた」とインタビューで答えている。リヒャルトは翌年に独自のバンドである"エミグレイト"を結成し、ライブ・ツアーを重視するラムシュタインと、スタジオ・アルバムの発売のみで音楽活動を行うエミグレイトという活動方針をとることで自身の音楽性のバランスを取り、メンバーとの仲をとりもった。
本作よりドイツ語だけでなく、歌詞に英語やロシア語、フランス語を取り入れるようになっている。また、楽器面でもアコーディオンやハーモニカなど、今までにない試みがある。前作収録の「Nebel（霧）」に続き、「Ohne dich（オーネ・ディヒ）」といったバラード調の曲が収録されているなど、曲調にも変化が表れている。
本作に収録されなかった没曲が7曲あり、それらはすべて次作に収録されている。
2009年に再版された日本盤はDVDも含めた2枚組構成となっており、収録内容は『ラムシュタイン的変態シネマ』から抜粋された16分ほどのライブ映像である。

## 収録曲

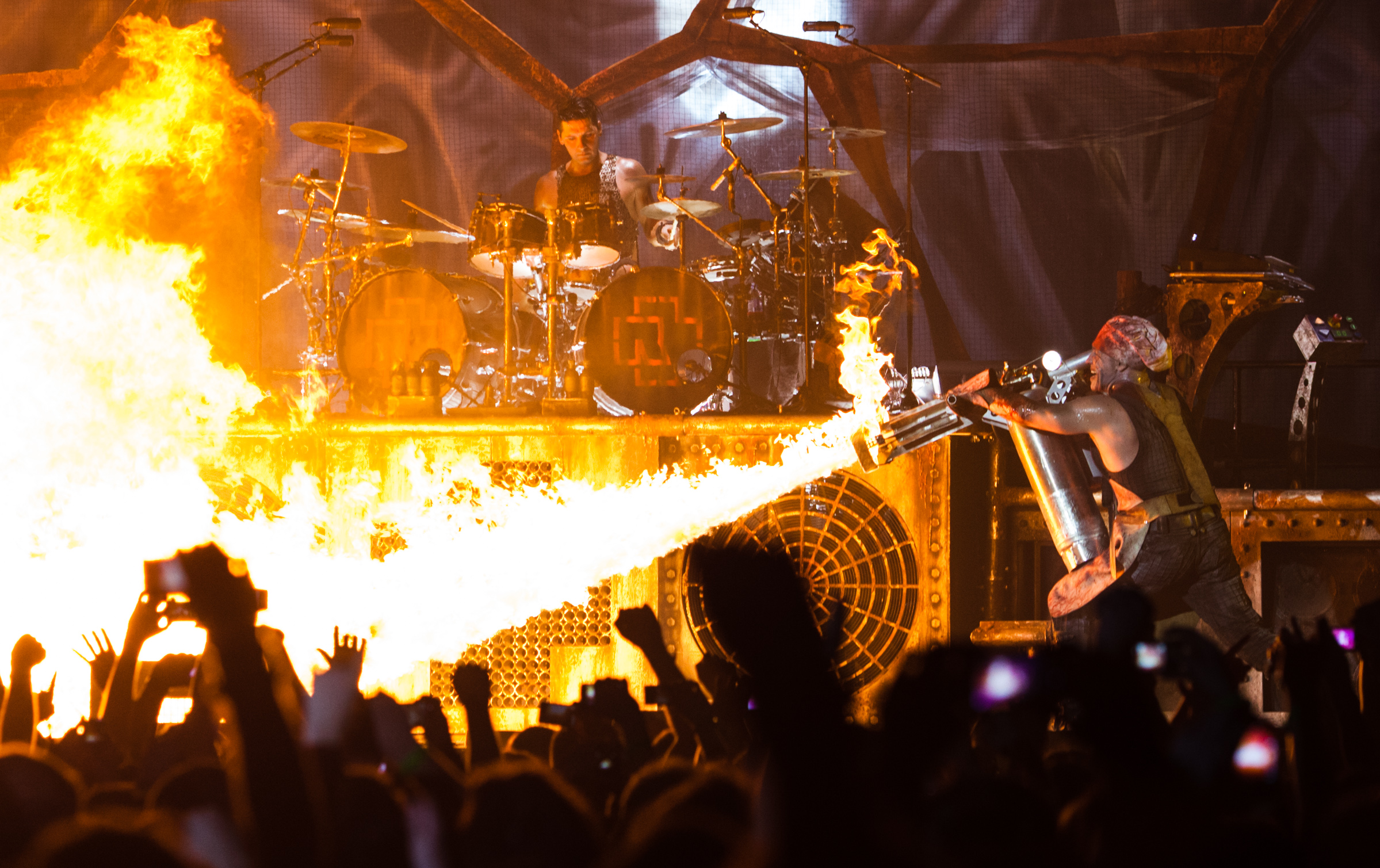
マイン・タイルでのパフォーマンス。右側はティル。中央上はクリストフ。（2012年2月24日、ロンドンにて）

作詞作曲はすべて「Rammstein」表記。邦題はユニバーサルミュージックジャパン公式からの引用。
1. Reise, Reise - ライゼ・ライゼ
YouTubeにリリックビデオが投稿されている[6]。
2. Mein Teil - マイン・タイル
映画『バイオハザードII アポカリプス』劇中歌。
第48回グラミー賞最優秀メタル・パフォーマンス部門ノミネート作品[7][注釈 3]。
アルミン・マイヴェス事件がモチーフとなっており、名誉毀損であるとして犯人から告訴されている。
シングルに収録されているバージョンはイントロが延長されており、その中に「"Suche gut gebauten 18-30 Jährigen zum Schlaten" Der Metzgermeister(訳:いい体格の18歳から30歳の他殺志願者募集　屠殺の達人より)」という音声が入る。これはマイヴェスがインターネットに書き込んでいた文章に由来する。
Teilは「一部」という意味であるが、男性器を表す隠語でもある。
ライブの定番曲の1つであり、料理人に扮したティルが窯に入ったフラーケを火炎放射で「調理」するというパフォーマンスで知られている。
3. Dalai Lama - ダライ・ラマ
ゲーテの詩『魔王』と航空事故を組み合わせた曲。また、フラーケの飛行機恐怖症もモチーフとなっている[8]。
哲学者のスラヴォイ・ジジェクはこの曲の歌詞を引用し、コロナ禍での生活様式を指摘している[9]。
4. Keine Lust - カイネ・ルスト
ミュージックビデオ(以下MV)はフラーケを除くメンバーが極度に太る特殊メイクを施されている。このMVは2005年のMTVの音楽賞「コメット（賞）（ドイツ語版）」ベストビデオ賞を受賞した[10]。同年のエコー賞の授賞式では、このメイクをした状態でライブを行っている。
5. Los - ロース
ドイツ語におけるLosは不足等を表す接尾辞であるが、単体で使用することで「さあ」などの催促する呼びかけの単語にもなる。ダブルミーニングをモチーフとした曲。
2015年に発売されたLP盤ボックスセット『ⅩⅩⅠ』のアルバム未収録音源集『Raritäten (1994-2012)』には、リメイク曲「Los (Full Band Version)」が収録されている。
6. Amerika - アメリカ
アメリカナイゼーションに対する警告のようなものであるとMVのメイキング映像で語られている[11]。歌詞にはミッキーマウス、コカ・コーラ、ワンダーブラといったアメリカ発祥のものが羅列される。
MVの途中には道頓堀が映るシーンがある。また、最後にはアポロ13号の爆発事故の際に生まれたフレーズ「Houston, we have a problem（英語版）」が流れる。
7. Moskau Feat. Viktoria Fersh（ドイツ語版） - モスクワ
YouTubeにリリックビデオが投稿されている[12]。
8. Morgenstern - モーゲンシュテァン
9. Stein um Stein - シュタイン・ウム・シュタイン
10. Ohne dich - オーネ・ディヒ
曲そのものは2000年に完成しており、2001年のツアーでは既に歌われていた。その際のアレンジはベータ版としてシングルに収録されている。
MVでメンバーが登った山はグロースグロックナー山である。
2023年5月に起きたティルの性加害疑惑に対するメディアへの挑発として、7月のベルリンでのライブ中に歌詞を変えるパフォーマンスを行っている[13]。
11. Amour - アムール

以下は日本盤のみのボーナストラック。
1. Mein Teil (You Are What You Eat Edit)
シングルからの収録。ペット・ショップ・ボーイズによるリミックス・アレンジ。
ベストアルバム『メイド・イン・ジャーマニー 1995-2011』にも収録されている。
2. Amerika (DIGITAL HARDCORE REMIX)
シングルからの収録。Alec Empire（英語版）によるリミックス・アレンジ。

## 隠しトラック
1曲目の0秒からさらに巻き戻すと、36秒ほど巻き戻すことができ、隠しトラックとして1985年8月12日に発生した日本航空123便のコックピットボイスレコーダーを聴くことができる。これは2004年のドイツ盤、米国盤、2009年の日本再販盤にのみ収録され、2005年の日本盤には収録されていない。
この音声に対して物議の声が上がり、後にメンバー側から「あれはプロデューサーが勝手にやった事であり、我々はあの音声について一切関与していない。亡くなられた搭乗者の遺族には心からご冥福をお祈りすると共に、深くお詫び申し上げる」との声明が出されるに至っている。

## 参加ミュージシャン

### ラムシュタイン
- ティル・リンデマン - ボーカル・ハーモニカ（「Los」）
- リヒャルト・Z・クルスぺ・バーンスタイン - リードギター・バックボーカル
- パウル・ランダース - リズムギター・バックボーカル
- オリバー・リーデル - ベース
- クリストフ・ドゥーム・シュナイダー - ドラム
- ドクトル・クリスティアン・ローレンツ - キーボード

### 追加ミュージシャン
- Sven Helbig（英語版） - コーラス・アレンジ（「Mein Teil」「Amerika」「Morgenstern」）、ストリング・アレンジ（「Reise, Reise」「Stein um Stein」）
- ドレスデン室内合唱団（英語版） - コーラス（「Mein Teil」「Amerika」「Morgenstern」）
  - 指揮者 – アンドレアス・パブスト（ドイツ語版）
- Kinderchor Canzonetta - コーラス（「Amerika」）
- Viktoria Fersh（ドイツ語版） - 女声（「Moskau」）
- Olsen Involtini（ドイツ語版） - ストリング・アレンジ（「Stein um Stein」「Ohne dich」）
- Bärbel Bühler - オーボエ（「Ohne dich」）
- Michael Kaden - アコーディオン（「Reise, Reise」「Moskau」）
- Köpenicker Zupforchester（ドイツ語版） - マンドリン（「Ohne dich」）